# Giải bóng đá U-17 Quốc gia 2011
Giải bóng đá U17 Quốc gia Việt Nam 2011 có tên gọi chính thức là Giải bóng đá U17 Quốc gia Việt Nam - Cúp Thái Sơn Nam 2011 là mùa giải thứ 8 do VFF tổ chức. Giải bóng đá U17 Quốc gia Báo Bóng Đá - Cúp Thái Sơn Nam 2011 sẽ chính thức khởi tranh các trận đấu vòng loại từ 26/5 đến 25/6/2011. Còn Vòng chung kết sẽ diễn ra trên Sân vận động Nha Trang thuộc tỉnh Khánh Hòa từ 21/7 đến 30/7/2011.

## Điều lệ
Căn cứ vào 33 đội đăng ký tham dự vòng loại của giải, Ban tổ chức giải chia thành 6 bảng, cụ thể như sau:
- Bảng A (do Trung tâm Bóng Đá Viettel nhận đăng cai làm bảng trưởng) gồm 5 đội: Viettel, Hà Nội, Hà Nội T&T, Nam Định và Trường Cao đẳng thẻ dục thể thao Thanh Hóa.
- Bảng B (do Câu lạc bộ Sông Lam Nghệ An nhận đăng cai làm bảng trưởng) gồm 6 đội: Sông Lam Nghệ An, Đào Hà Vĩnh Phúc, Hòa Phát Hà Nội, Quảng Ninh, Thanh Hóa và Xi Măng The Vissai Ninh Bình.
- Bảng C (do Đoàn Bóng Đá Thừa Thiên Huế nhận đăng cai làm bảng trưởng) gồm 5 đội: Thừa Thiên Huế, Bình Định, Lâm Đồng, Quảng Nam và Quảng Ngãi.
- Bảng D (do Câu lạc bộ Hoàng Anh Gia Lai nhận đăng cai làm bảng trưởng) gồm 5 đội: Hoàng Anh Gia Lai, Bà Rịa Vũng Tàu, Bình Dương và Khánh Hòa.
- Bảng E (do Trung tâm Thể dục Thể thao Thống Nhất nhận đăng cai làm bảng trưởng) gồm 6 đội: Thành phố Hồ Chí Minh, Bến Tre, Cần Thơ, Long An, Sài Gòn Xuân Thành và Tây Ninh.
- Bảng F (do Câu lạc bộ Tập đoàn cao su Đồng Tháp nhận đăng cai làm bảng trưởng) gồm 5 đội: Tập đoàn cao su Đồng Tháp, Cà Mau, Kiên Giang, Tiền Giang và Vĩnh Long.

Các đội bóng thi đấu theo thể thức vòng tròn 1 lượt tính điểm xếp hạng, chọn đội xếp thứ Nhất tại mỗi bảng vào thi đấu tại Vòng chung kết cùng 2 đội được đặc cách vào thẳng là Đương kim vô địch SHB Đà Nẵng và Khatoco Khánh Hòa – địa phương đăng cai tổ chức Vòng chung kết.
Tại Vòng chung kết, 8 đội được chia thành 2 nhóm A và B, mỗi nhóm 4 đội, thi đấu vòng tròn 1 lượt tại mỗi nhóm để tính điểm xếp hạng, chọn đội Nhất và Nhì tại mỗi nhóm vào thi đấu tại Bán kết. Hai đội thua tại Bán kết xếp đồng Hạng Ba, 2 đội thắng tại Bán kết sẽ thi đấu trận Chung kết.

## Vòng chung kết
Sau hơn 1 tháng tổ chức thi đấu vòng loại thuộc 6 bảng diễn ra trên khắp các miền trong cả nước. Từ 28 đội bóng tham dự đã chọn được 6 đội bóng vượt qua vòng đấu loại gồm: Viettel, Thừa Thiên Huế, Sài Gòn Xuân Thành Thành phố Hồ Chí Minh, Sông Lam Nghệ An, Hoàng Anh Gia Lai, Petimex Đồng Tháp. Cùng với 2 đội được đặc cách vào thẳng Vòng chung kết là Đương kim vô địch SHB Đà Nẵng và đơn vị chủ nhà đăng cai Vòng chung kết Khatoco Khánh Hòa. Vòng chung kết gồm 8 đội tham dự được chia làm 2 bảng thi đấu vòng tròn tính điểm chọn 2 đội đứng đầu mỗi bảng vào chơi vòng bán kết. Bảng A gồm Khatoco Khánh Hoà, Viettel. Thừa Thiên Huế, Sài Gòn Xuân Thành Thành phố Hồ Chí Minh. Bảng B gồm các đội: SHB Đà Nẵng, Sông Lam Nghệ An, Hoàng Anh Gia Lai, Petimex Đồng Tháp. Vòng chung kết giải bóng đá U17 QG Báo Bóng Đá - Cúp Thái Sơn Nam 2011 sẽ diễn ra từ ngày 21/7 đến ngày 30/7/2011 trên sân Nha Trang – Khánh Hoà. 
Kết quả chi tiết
| Số thứ tự | Ngày      | Giờ   | Đội 1                      | Tỷ số | Đội 2             |
| 1         | 21/7/2011 | 15h15 | K.Khánh Hoà                | 2 - 1 | Thừa Thiên Huế    |
| 1         | 21/7/2011 | 17h15 | Viettel                    | 3 - 1 | SGXT TPHCM        |
| 2         | 22/7/2011 | 15h30 | SLNA                       | 1 - 3 | Pitimex Đồng Tháp |
| 2         | 22/7/2011 | 17h30 | SHB Đà Nẵng                | 1 - 2 | HAGL              |
| 3         | 23/7/2011 | 15h15 | SGXT Thành phố Hồ Chí Minh | 2 - 3 | K.Khánh Hoà       |
| 3         | 23/7/2011 | 17h15 | Thừa Thiên Huế             | 1 - 2 | Viettel           |
| 4         | 24/7/2011 | 15h30 | Pitimex Đồng Tháp          | 1 - 6 | SHB Đà Nẵng       |
| 4         | 24/7/2011 | 17h30 | HAGL                       | 7 - 4 | SLNA              |
| 5         | 25/7/2011 | 15h15 | Thừa Thiên Huế             | 4 - 2 | SGXT TPHCM        |
| 5         | 25/7/2011 | 17h15 | K.Khánh Hoà                | 1 - 1 | Viettel           |
| 6         | 26/7/2011 | 15h30 | HAGL                       | 3 - 1 | Pitimex Đồng Tháp |
| 6         | 26/7/2011 | 17h30 | SHB Đà Nẵng                | 4 - 1 | SLNA              |

| Bảng xếp hạng bảng A | Bảng xếp hạng bảng A           | Bảng xếp hạng bảng A | Bảng xếp hạng bảng A | Bảng xếp hạng bảng A | Bảng xếp hạng bảng A | Bảng xếp hạng bảng A | Bảng xếp hạng bảng A | Bảng xếp hạng bảng A |
| -------------------- | ------------------------------ | -------------------- | -------------------- | -------------------- | -------------------- | -------------------- | -------------------- | -------------------- |
| Thứ tự               | Đội bóng                       | Trận                 | Thắng                | Hòa                  | Thua                 | Bàn thắng            | Bàn thua             | Điểm                 |
| 1                    | U17 Viettel                    | 3                    | 2                    | 1                    | 0                    | 6                    | 3                    | 7                    |
| 2                    | U17 Khatoco Khánh Hòa          | 3                    | 2                    | 1                    | 0                    | 6                    | 4                    | 7                    |
| 3                    | U17 Thừa Thiên Huế             | 3                    | 1                    | 0                    | 2                    | 6                    | 6                    | 3                    |
| 4                    | U17 SGXT Thành phố Hồ Chí Minh | 3                    | 0                    | 0                    | 3                    | 5                    | 10                   | 0                    |

| Bảng xếp hạng bảng B | Bảng xếp hạng bảng B  | Bảng xếp hạng bảng B | Bảng xếp hạng bảng B | Bảng xếp hạng bảng B | Bảng xếp hạng bảng B | Bảng xếp hạng bảng B | Bảng xếp hạng bảng B | Bảng xếp hạng bảng B |
| -------------------- | --------------------- | -------------------- | -------------------- | -------------------- | -------------------- | -------------------- | -------------------- | -------------------- |
| Thứ tự               | Đội bóng              | Trận                 | Thắng                | Hòa                  | Thua                 | Bàn thắng            | Bàn thua             | Điểm                 |
| 1                    | U17 SHB Đà Nẵng       | 3                    | 2                    | 0                    | 1                    | 11                   | 4                    | 6                    |
| 2                    | U17 Hoàng Anh Gia Lai | 3                    | 2                    | 0                    | 1                    | 10                   | 8                    | 6                    |
| 3                    | U17 Pitimex Đồng Tháp | 3                    | 2                    | 0                    | 1                    | 7                    | 8                    | 6                    |
| 4                    | U17 Sông Lam Nghệ An  | 3                    | 0                    | 0                    | 3                    | 6                    | 14                   | 0                    |

- lưu ý: SGXT TPHCM là đội trẻ của đội bóng Sài Gòn Xuân Thành Thành phố Hồ Chí Minh. SLNA là đội trẻ của đội bóng Sông Lam Nghệ An. HAGL là đội trẻ của Hoàng Anh Gia Lai.

## Vòng bán kết
|  | v |  |
|  | - |  |
|  |   |  |

|  | v |  |
|  | - |  |
|  |   |  |

|  |       | Luân lưu 11m |
|  | 2 - 4 |              |

## Trận chung kết
|  | v |  |
|  | - |  |
|  |   |  |

|  |   | Luân lưu 11m |
|  | ' |              |

## Tổng kết mùa giải
- Đội vô địch: U17 SHB Đà Nẵng
- Đội thứ Nhì: U17 Hoàng Anh Gia Lai
- Đồng giải Ba: U17 Khatoco Khánh Hòa và U17 Viettel
- Giải phong cách: U17 Khánh Hòa
- Cầu thủ xuất sắc nhất: Đặng Anh Tuấn (6-SHB Đà Nẵng)
- Thủ môn xuất sắc nhất: Huỳnh Bá Lệnh (1- Khatoco Khánh Hòa).
- Cầu thủ ghi nhiều bàn thắng nhất (4 bàn): Hồ Tuấn Tài (11- Sông Lam Nghệ An) và Nguyễn Viết Thắng (7-SHB Đà Nẵng)